# Colegio Miguel Ángel Blanco
El Colegio Miguel Ángel Blanco es un colegio de educación infantil y primaria construido en la localidad de El Álamo (Madrid) con fondos públicos. Tras un gasto de más de dos millones de euros por parte del Ayuntamiento de El Álamo dicha institución arguyó posteriormente no estar en condiciones de afrontar el gasto en mantenimiento anual (unos 60.000 euros) que suponía mantener abierta la escuela.[cita requerida]

## Fundación
Fue aprobado según el BOCM de 19 de junio de 2007, número 149 (código 286077562) y teóricamente puesto en funcionamiento por la Consejería de Educación mediante la Orden 3355/2007 de 19 de junio de 2007. En el curso anterior a su privatización se abrió el proceso de matriculación en el mismo e incluso fue dotado en el Concurso General de Traslados con tres maestros funcionarios definitivos y equipo directivo provisional.

## Privatización y supresión
El centro escolar salió a concurso y fue adjudicado a la Unión Temporal de Empresas (UTE) compuesta por Escuelas Urbanas S.L y Escuelas de Ocio S.L, empresas sin experiencia en gestión de instalaciones educativas, en pleno del Ayuntamiento. Dicha actuación se llevó a cabo con la aprobación de la Consejera de Educación de la Comunidad de Madrid, Lucía Figar.
Dichas actuaciones fueron objeto de numerosas protestas, que adquirieron relevancia cuando aparecieron en el espacio Proteste ya de la edición de Caiga Quien Caiga en la televisión de ámbito nacional La Sexta
El viernes 18 de diciembre de 2009 dicha privatización fue declarada ilegal por el Tribunal Superior de Justicia de Madrid. Según este Tribunal los datos de escolarización de El Álamo "obligarían justamente a adoptar la decisión contraria y a mantenerlo como público para satisfacer la gran demanda existente en el municipio y la adecuada prestación del servicio público". A pesar de este fallo en contra la víspera de Reyes de 2010 la Consejería decidió suprimirlo por decreto nuevamente debido a que el análisis de la oferta educativa existente en el municipio pone de relieve que hay plazas escolares vacantes en los dos centros sostenidos con fondos públicos de esta localidad, por lo que se considera que existen razones que justifican su supresión .